# America's Got Talent
America's Got Talent (a menudo abreviado como AGT; y se traduce como «Estados Unidos Tiene Talento») es una competencia televisada de concursos de talentos estadounidense y es parte de la franquicia global Got Talent creada por Simon Cowell. El programa es producido por Fremantle USA y Syco Entertainment, distribuido por el primero, y emitido en la cadena de televisión NBC, que se estrenó el 21 de junio de 2006, después de que los planes para una edición británica en 2005 se suspendieran luego de una disputa dentro de la emisora británica ITV; la producción se reanudaría más tarde en 2007. Cada temporada se ejecuta principalmente durante el horario de verano de la red, y ha contado con varios anfitriones a lo largo de la historia del programa; el anfitrión actual es Terry Crews.
El programa atrae a una variedad de participantes, de todo Estados Unidos y el extranjero, para participar si poseen algún tipo de talento, con actos que van desde el canto, el baile, la comedia, la magia, las acrobacias, la variedad y otros géneros. Cada participante que audiciona intenta asegurarse un lugar en los episodios en vivo de una temporada al impresionar a un panel de jueces; la alineación actual consiste en Cowell, Howie Mandel, Sofía Vergara y Heidi Klum. Aquellos que entran en los episodios en vivo compiten entre sí por el voto de los jueces y del público para llegar a la final en vivo, donde el ganador recibe un premio en efectivo grande, que se paga principalmente durante un período de tiempo y, desde la tercera temporada, la oportunidad de encabezar un espectáculo en el Strip de Las Vegas.
Desde su estreno, America's Got Talent ha ayudado a descubrir nuevos talentos e impulsar las carreras de varios artistas que participaron en la competencia, mientras que el programa en sí mismo ha sido un éxito para la NBC, con un promedio de alrededor de 10 millones de espectadores por temporada. En 2013, se lanzó un libro titulado "Inside AGT": The Untold Stories of America's Got Talent, que ofrece una descripción de las temporadas, los concursantes, los jueces y las técnicas de producción del prgrama, junto con entrevistas detalladas con los concursantes de todas las temporadas, a la fecha de publicación del libro. El programa se ha transmitido durante un total de veinte temporadas y ha generado un spin-off titulado America's Got Talent: The Champions (2019–20), AGT: Extreme (2022), America's Got Talent: All-Stars (2023) y America's Got Talent: Fantasy League (2024). La serie principal estrenó su vigésima temporada en mayo de 2025 con el presentador Crews y los jueces Cowell, Mandel, Vergara y Mel B.

## Historia
El concepto de America's Got Talent fue ideado por Simon Cowell, creador de The X Factor y ejecutivo de Sony Music, quien buscaba crear una competencia de talentos mucho más grande que otros concursos televisados. Su propuesta, presentada inicialmente a la cadena de televisión británica ITV en 2005, consistía en una competencia en la que participantes de cualquier edad y ubicación pudieran participar con cualquier tipo de talento que eligieran. La cadena favoreció el concepto y dio luz verde a la producción de un episodio piloto para probar el formato, con Cowell formando un panel compuesto por él mismo y otros dos jueces (incluido el periodista sensacionalista Piers Morgan). El piloto resultó ser un éxito. El plan original del programa era producir y emitir una edición británica entre 2005 y 2006, conducida por el presentador británico Paul O'Grady, quien había colaborado en el piloto (antes de que Cowell propusiera el formato para la televisión estadounidense). Sin embargo, O'Grady se vio envuelto en una disputa con ITV durante el desarrollo del nuevo programa, lo que finalmente le obligó a rescindir su contrato y a fichar por otra cadena británica.
Como resultado, Cowell suspendió el trabajo de la edición británica y aceleró sus esfuerzos para lanzar el formato en Estados Unidos. Tras contactar con varias cadenas, Cowell recibió una oferta de NBC para producir su competencia televisiva para su cadena, gracias a la acogida recibida por el piloto realizado para ITV, y aceptó un contrato para producir quince episodios para la programación de verano de 2006. Cowell trabajó con Fremantle y su empresa Syco Entertainment, pero decidió no ser juez del nuevo programa y optó por ser productor ejecutivo. Regis Philbin fue el presentador, con David Hasselhoff, Brandy Norwood y Morgan como jueces. La primera temporada resultó un éxito, lo que llevó a NBC a encargar temporadas adicionales e impulsó a ITV a contactar a Cowell con la intención de reanudar la producción de la edición británica para 2007. El éxito de Britain's Got Talent (junto con la serie estadounidense) llevó a Cowell a aceptar ofertas por los derechos del formato de competencia, creando la franquicia Got Talent.

## Formato

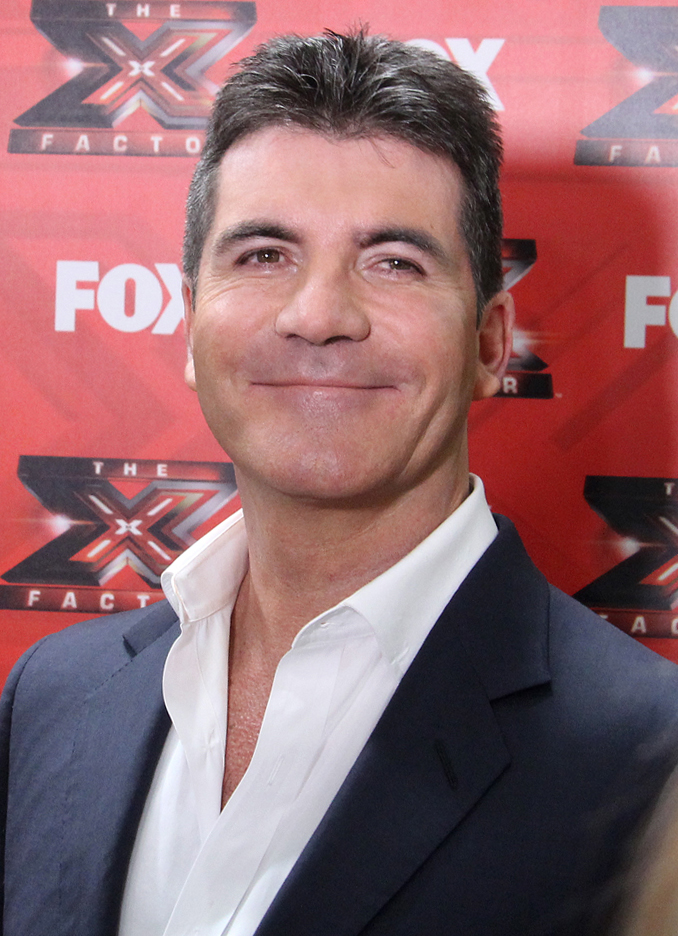
Simon Cowell, creador de America's Got Talent y la franquicia Got Talent, es principalmente juez de la versión británica internacional de la franquicia. Ha sido juez de AGT desde mayo de 2016.

### Audiciones
La competencia de cada año comienza con una serie de etapas de audición, la primera de las cuales es la «Audición de Productores», que se lleva a cabo en varias ciudades de los Estados Unidos. Esta etapa está abierta a todo tipo de actos y es evaluada por un grupo independiente, el cual determina quiénes pasarán a la siguiente fase de audiciones, denominada «Audiciones ante los jueces». Estas se llevan a cabo en recintos públicos dentro de ciudades seleccionadas a lo largo del país, y cuentan con la presencia de los jueces asignados a la edición correspondiente del programa.
Cada participante que accede a esta etapa permanece en una sala de espera fuera del área principal del escenario, y se le asigna un número que indica el orden en que se presentará. Al ser llamado frente a los jueces, el participante dispone de 90 segundos para demostrar su talento, en presencia de una audiencia en vivo. Cada juez cuenta con un botón que puede presionar durante la actuación si considera que el número no es satisfactorio, no le agrada lo que se presenta o piensa que se está perdiendo el tiempo. Si todos los jueces presionan su botón, la actuación finaliza de forma automática.
Al concluir la presentación, los jueces ofrecen comentarios y críticas constructivas sobre lo observado, tras lo cual emiten su voto. Para avanzar a la siguiente fase, un participante debe recibir una mayoría de votos positivos; de lo contrario, queda eliminado del programa en esa instancia. Varios actos que logran avanzar pueden ser eliminados posteriormente o renunciar a su lugar, debido al número limitado de espacios disponibles en la siguiente etapa. Las grabaciones de cada temporada comienzan con las Audiciones ante los jueces, donde el presentador del programa se sitúa entre bastidores para entrevistar a los concursantes y ofrecer comentarios personales sobre sus actuaciones.
De la quinta a la séptima temporada, los artistas que no asistieron a las audiciones en vivo podían enviar una grabación de audición en línea a través de YouTube. Los artistas de las audiciones en línea fueron seleccionados para competir frente a los jueces y el público en vivo durante la sección de «espectáculos en vivo» de la temporada, antes de las semifinales. Antes de la inclusión de esta ronda, el programa contaba con un episodio de audiciones independiente en las temporadas 3 y 4 (2008-2009) para los concursantes que publicaron videos en MySpace.
En la novena temporada, el programa añadió un nuevo formato a las audiciones: el «Botón Dorado», que empezó a aparecer en la franquicia Got Talent desde su primera aparición en Das Supertalent. Durante las audiciones, cada juez podía usar el Botón Dorado para enviar automáticamente un artista a las presentaciones en vivo, independientemente de la opinión de los demás jueces. Inicialmente, el botón simplemente salvaba a un artista de la eliminación. La única regla era que un juez solo podía usarlo una vez por temporada. Posteriormente, a partir de la undécima temporada, el presentador pudo usar el Botón Dorado para un artista.

### Segunda ronda
Tras las audiciones, los jueces realizan una sesión especial (o segunda ronda de audiciones) para determinar qué participantes se asegurarán un lugar en las rondas presenciales de la competencia. Si bien el formato de esta etapa ha cambiado varias veces a lo largo de la historia del programa, cuando se creó tras la primera temporada, se diseñó con un formato de «campo de entrenamiento» llamado «Las Vegas Callbacks». Según las reglas del formato, los participantes que superaran las audiciones preliminares podían entrenar para perfeccionar su acto, tras lo cual cada uno sería asignado a un grupo específico de participantes y actuaría una segunda vez ante los jueces. Se utilizarían botones para dar por terminada una actuación en cualquier momento, y quienes no se consideraran merecedores de un lugar serían eliminados del formato de esa temporada.
Entre la cuarta y la novena temporada, el formato se modificó para coincidir con el de Britain's Got Talent. Los jueces revisaron las grabaciones de los participantes que superaron las audiciones preliminares, quienes los clasificaron en un grupo específico y no tuvieron que volver a actuar (a menos que los jueces lo solicitaran). Los artistas que les gustaron obtuvieron un lugar en las rondas en vivo, y los demás fueron eliminados de la competencia de esa temporada. Todos los artistas regresaron para conocer los resultados de las deliberaciones de los jueces. El formato se denominó «Veredictos de Las Vegas» y se celebró en el Strip de Las Vegas. Durante las últimas temporadas, se renombró «Semana del Juicio Final» y se llevó a cabo en Nueva York.
Entre la décima y la decimocuarta temporada, el formato de la etapa se modificó nuevamente bajo un nuevo formato denominado «Juicios». Bajo las reglas del nuevo formato, los participantes que superaban las audiciones preliminares se sometían a una segunda etapa de audiciones ante los jueces en un lugar fijo. Sin embargo, su actuación no solo sería evaluada por el jurado, sino también por un juez invitado especial, y todos los participantes se dividirían en cuatro grupos. Cada grupo sería evaluado por su propio juez invitado. Al igual que en las audiciones, los jueces principales podían usar sus botones en cualquier momento para detener una actuación, mientras que el juez invitado podía usar un Botón Dorado para un participante que le gustara especialmente (además de comentar sobre las actuaciones que observaba). En la decimoquinta temporada, la ronda se condensó en un solo episodio y no contó con ningún juez invitado, debido a la pandemia de COVID-19 en los Estados Unidos en 2020. La ronda se reemplazó con su formato actual para la decimosexta temporada, similar al de Britain's Got Talent en esa época.

### Rondas en vivo
Los participantes que superan las audiciones y aseguran un lugar en las rondas en vivo del programa —incluidos aquellos que recibieron el Botón Dorado tras la introducción de este recurso y su posterior adaptación al formato utilizado en otras ediciones de Got Talent— son divididos en grupos y compiten entre sí para obtener un lugar en la final en vivo de la competencia. Las emisiones en vivo se llevan a cabo en un recinto establecido (cuya ubicación ha variado a lo largo de las temporadas), aunque actualmente se realizan en un escenario ubicado en Los Ángeles, con transmisiones semanales en la cadena correspondiente. Este esquema de transmisión difiere del utilizado en otras versiones internacionales del formato; por ejemplo, Britain's Got Talent emite sus rondas en vivo dentro de una sola semana.
La estructura de las rondas en vivo ha variado con el tiempo, aunque en su forma más común se divide en cuartos de final, semifinales y la final. En temporadas anteriores, la fase final podía estar dividida en varias rondas independientes. Durante las rondas en vivo —tanto en los cuartos de final como en las semifinales— cada participante realiza una nueva presentación ante el jurado y el público durante un episodio denominado «de actuación». En dicho episodio, los jueces continúan proporcionando comentarios y retroalimentación sobre cada número, además de poder utilizar sus botones  para interrumpir una actuación si todos los miembros del jurado deciden presionar los suyos. 
Una vez emitido el episodio de actuación, la cadena otorga al público un periodo limitado para votar por sus participantes favoritos. Los resultados se anuncian en un episodio separado denominado «de resultados», que suele transmitirse al día siguiente, aunque la programación puede variar. Los concursantes utilizan el mismo vestuario que llevaron durante su actuación y se les informa si han avanzado o no a la siguiente fase. Por lo general, los cuatro actos con mayor número de votos avanzan directamente; los dos que quedan en la franja intermedia de votos se someten a una votación del jurado para decidir cuál de ellos continúa en competencia. En caso de empate, y desde la introducción de cuatro jueces, el acto que haya recibido mayor apoyo del público es el que avanza. Este mecanismo de desempate mediante la votación del jurado no fue una característica habitual en las primeras temporadas. En la primera temporada, los jueces no decidían qué actos avanzaban, sino que simplemente votaban por los que les gustaban o no. En la segunda temporada, ni siquiera podían votar, teniendo únicamente la posibilidad de interrumpir actuaciones con sus botones.
Algunos artistas eliminados aún tienen la posibilidad de avanzar al ser designados como el «Comodín» («Wildcard») de esa ronda. Hasta la décima temporada, este formato variaba. En algunas temporadas, los jueces podían seleccionar individualmente uno o más artistas para pasar a la siguiente etapa o competir en una ronda especial de Comodínes. En otras, los artistas Comodínes se seleccionaban entre las audiciones y competían en una ronda especial. Desde la décima temporada, el formato está más estructurado y funciona de forma similar al de Britain's Got Talent, ya que los jueces y el público pueden elegir los artistas que desean que avancen como Comodínes. Aunque los jueces no pueden elegir a un cuartofinalista como Comodín, el público puede votar en línea por un artista de cada cuartos de final y semifinal para que avance a la siguiente etapa; esta votación lleva el nombre del patrocinador del programa en esa temporada.
Quienes llegan a la final de la temporada compiten entre sí para conseguir la mayor cantidad de votos del público. El número de finalistas varía según la temporada. En temporadas posteriores, cada finalista puede participar en más de una actuación, a veces acompañada de una celebridad invitada, un ganador anterior o un participante destacado de una temporada anterior. El artista ganador con más votos es coronado ganador y recibe un premio en efectivo. Aunque se estipula en un millón de dólares según la publicidad del programa, en realidad los ganadores pueden optar por recibirlo en un solo pago o como una anualidad de esta cantidad, que se paga durante cuarenta años a un ritmo aproximado de 25 000 dólares anuales. Ambas opciones están sujetas a impuestos. Desde la décima temporada, el ganador también participará en el primer programa de resultados de la siguiente temporada. Desde 2008, el programa también incluye un premio adicional: ser el acto principal de un espectáculo, excepto entre 2010 y 2013, cuando el finalista ganador encabezó una gira nacional. El espectáculo del cual son los protagonistas se desarrolla principalmente en Las Vegas.

## Jueces y presentadores
| Temporada | Presentador    | Jueces (en orden respecto a su primera aparición) | Jueces (en orden respecto a su primera aparición) | Jueces (en orden respecto a su primera aparición) | Jueces (en orden respecto a su primera aparición) |
| --------- | -------------- | ------------------------------------------------- | ------------------------------------------------- | ------------------------------------------------- | ------------------------------------------------- |
| 1         | Regis Philbin  | Piers Morgan                                      | David Hasselhoff                                  | Brandy Norwood                                    | N/A                                               |
| 2         | Jerry Springer | Piers Morgan                                      | David Hasselhoff                                  | Sharon Osbourne                                   | N/A                                               |
| 3         | Jerry Springer | Piers Morgan                                      | David Hasselhoff                                  | Sharon Osbourne                                   | N/A                                               |
| 4         | Nick Cannon    | Piers Morgan                                      | David Hasselhoff                                  | Sharon Osbourne                                   | N/A                                               |
| 5         | Nick Cannon    | Piers Morgan                                      | Howie Mandel                                      | Sharon Osbourne                                   | N/A                                               |
| 6         | Nick Cannon    | Piers Morgan                                      | Howie Mandel                                      | Sharon Osbourne                                   | N/A                                               |
| 7         | Nick Cannon    | Howard Stern                                      | Howie Mandel                                      | Sharon Osbourne                                   | N/A                                               |
| 8         | Nick Cannon    | Howard Stern                                      | Howie Mandel                                      | Mel B                                             | Heidi Klum                                        |
| 9         | Nick Cannon    | Howard Stern                                      | Howie Mandel                                      | Mel B                                             | Heidi Klum                                        |
| 10        | Nick Cannon    | Howard Stern                                      | Howie Mandel                                      | Mel B                                             | Heidi Klum                                        |
| 11        | Nick Cannon    | Simon Cowell                                      | Howie Mandel                                      | Mel B                                             | Heidi Klum                                        |
| 12        | Tyra Banks     | Simon Cowell                                      | Howie Mandel                                      | Mel B                                             | Heidi Klum                                        |
| 13        | Tyra Banks     | Simon Cowell                                      | Howie Mandel                                      | Mel B                                             | Heidi Klum                                        |
| 14        | Terry Crews    | Simon Cowell                                      | Howie Mandel                                      | Gabrielle Union                                   | Julianne Hough                                    |
| 15        | Terry Crews    | Simon Cowell                                      | Howie Mandel                                      | Sofía Vergara                                     | Heidi Klum                                        |
| 16        | Terry Crews    | Simon Cowell                                      | Howie Mandel                                      | Sofía Vergara                                     | Heidi Klum                                        |
| 17        | Terry Crews    | Simon Cowell                                      | Howie Mandel                                      | Sofía Vergara                                     | Heidi Klum                                        |
| 18        | Terry Crews    | Simon Cowell                                      | Howie Mandel                                      | Sofía Vergara                                     | Heidi Klum                                        |
| 19        | Terry Crews    | Simon Cowell                                      | Howie Mandel                                      | Sofía Vergara                                     | Heidi Klum                                        |
| 20        | Terry Crews    | Simon Cowell                                      | Howie Mandel                                      | Sofía Vergara                                     | Mel B                                             |

En su primera temporada, el jurado estuvo compuesto por David Hasselhoff, Brandy Norwood y Piers Morgan, con Regis Philbin como presentador. Antes del comienzo de la segunda temporada, Norwood renunció debido a un asunto legal en el que estaba involucrada, lo que llevó a que Sharon Osbourne la reemplazara. Philbin fue reemplazado por Jerry Springer como presentador del programa. En temporadas posteriores se produjeron más cambios en el panel de jueces y en las funciones de presentación: Springer se fue después de la tercera temporada y fue reemplazado por Nick Cannon para la cuarta temporada. Hasselhoff abandonó el programa después de la cuarta temporada y fue reemplazado por Howie Mandel para la temporada cinco. Morgan se fue después de la temporada seis y fue reemplazado por Howard Stern para la séptima temporada.
En agosto de 2012, Osbourne abandonó el programa tras una disputa con NBC. Si bien la cadena la reemplazó por la exmiembro de las Spice Girls, Mel B, en febrero de 2013, El panel de jueces aumentó a cuatro. Este cambio de formato ya se había producido en otras versiones internacionales de la competencia, como Britain's Got Talent dos años antes. En marzo de 2013, la supermodelo Heidi Klum fue anunciada como la cuarta jueza de la octava temporada. En octubre de 2015, Stern fue reemplazado por Simon Cowell para la temporada once. Después de su octavo año presentando America's Got Talent, Cannon anunció planes de retirarse del programa debido a los comentarios que hizo sobre la cadena. Después de su octavo año presentando America's Got Talent, Cannon anunció sus planes de retirarse del programa debido a los comentarios que hizo sobre la cadena. A pesar de tener contrato para continuar como presentador, NBC finalmente lo reemplazó por Tyra Banks para la duodécima temporada.
El 11 de febrero de 2019, NBC anunció un cambio en la presentadora y el jurado del programa tras la decimotercera temporada. Banks decidió dedicarse a otros proyectos, lo que la llevó a ser reemplazada por Terry Crews, quien ya trabajaba con la cadena como presentador de America's Got Talent: The Champions. Tanto Klum como Mel B decidieron dejar America's Got Talent debido a otros compromisos ese año, lo que llevó a la actriz Gabrielle Union y la bailarina Julianne Hough a reemplazarlas, uniéndose a Mandel y Cowell en el jurado. Sin embargo, tanto Union como Hough participaron solo en una temporada antes de que el programa los despidiera el 22 de noviembre de 2019. El 27 de febrero de 2020, se confirmó que Klum regresaría para la próxima temporada y anunció a Sofía Vergara como la cuarta jueza. En septiembre de 2021, el presentador Crews anunció el "fin de una era" después del final de la temporada dieciséis de America's Got Talent y el final de la serie Brooklyn Nine-Nine, afirmando que ambos marcaron el final de su acuerdo con NBC. Sin embargo, Crews continuó como presentador en las temporadas siguientes. El 3 de febrero de 2025, se andio a conocer que Mel B regresaría al jurado tras un paréntesis de seis temporadas para la vigésima temporada, reemplazando a Klum.

### Jueces invitados
En 2015, se incorporaron jueces invitados al programa como parte de la renovación del programa de entrenamiento intensivo. A continuación, se listan los jueces invitados que participaron en el programa «Recorte de Jueces» («Judge Cuts»), por temporada y en orden de aparición por semana:
| Temporada | Jueces invitados en el Recorte de Jueces (en orden de aparición) | Jueces invitados en el Recorte de Jueces (en orden de aparición) | Jueces invitados en el Recorte de Jueces (en orden de aparición) | Jueces invitados en el Recorte de Jueces (en orden de aparición) |
| Temporada | 1                                                                | 2                                                                | 3                                                                | 4                                                                |
| --------- | ---------------------------------------------------------------- | ---------------------------------------------------------------- | ---------------------------------------------------------------- | ---------------------------------------------------------------- |
| 10        | Neil Patrick Harris                                              | Michael Bublé                                                    | Marlon Wayans                                                    | Piers Morgan                                                     |
| 11        | Ne-Yo                                                            | Reba McEntire                                                    | George Lopez                                                     | Louis Tomlinson                                                  |
| 12        | Chris Hardwick                                                   | DJ Khaled                                                        | Laverne Cox                                                      | Seal                                                             |
| 13        | Ken Jeong                                                        | Olivia Munn                                                      | Martina McBride                                                  | Chris Hardwick                                                   |
| 14        | Brad Paisley                                                     | Dwyane Wade                                                      | Ellie Kemper                                                     | Jay Leno                                                         |

## Resumen del programa
| Temporada | Temporada | Episodios | Episodios | Emisión original     | Emisión original         | Ganadores                   | Subcampeones           | Tercer lugar        |
| Temporada | Temporada | Episodios | Episodios | Primera emisión      | Última emisión           | Ganadores                   | Subcampeones           | Tercer lugar        |
| --------- | --------- | --------- | --------- | -------------------- | ------------------------ | --------------------------- | ---------------------- | ------------------- |
|           | 1         | 11        | 11        | 21 de junio de 2006  | 17 de agosto de 2006     | Bianca Ryan                 | All That / The Millers | N/A                 |
|           | 2         | 16        | 16        | 5 de junio de 2007   | 21 de agosto de 2007     | Terry Fator                 | Cas Haley              | Butterscotch        |
|           | 3         | 20        | 20        | 2008 de junio del 17 | 1 de octubre de 2008     | Neal E. Boyd                | Eli Mattson            | Nuttin' But Stringz |
|           | 4         | 26        | 26        | 23 de junio de 2009  | 16 de septiembre de 2009 | Kevin Skinner               | Bárbara Padilla        | Recycled Percussion |
|           | 5         | 32        | 32        | 1 de junio de 2010   | 15 de septiembre de 2010 | Michael Grimm               | Jackie Evancho         | Fighting Gravity    |
|           | 6         | 32        | 32        | 31 de mayo de 2011   | 14 de septiembre de 2011 | Landau Eugene Murphy Jr.    | Silhouettes            | Team iLuminate      |
|           | 7         | 31        | 31        | 14 de mayo de 2012   | 13 de septiembre de 2012 | Olate Dogs                  | Tom Cotter             | William Close       |
|           | 8         | 35        | 35        | 4 de junio de 2013   | 18 de septiembre de 2013 | Kenichi Ebina               | Taylor Williamson      | Jimmy Rose          |
|           | 9         | 32        | 32        | 17 de mayo de 2014   | 17 de septiembre de 2014 | Mat Franco                  | Emily West             | AcroArmy            |
|           | 10        | 27        | 27        | 26 de mayo de 2015   | 16 de septiembre de 2015 | Paul Zerdin                 | Drew Lynch             | Oz Pearlman         |
|           | 11        | 26        | 26        | 31 de mayo de 2016   | 14 de septiembre de 2016 | Grace VanderWaal            | The Clairvoyants       | Jon Dorenbos        |
|           | 12        | 24        | 24        | 30 de mayo de 2017   | 20 de septiembre de 2017 | Darci Lynne                 | Angelica Hale          | Light Balance       |
|           | 13        | 24        | 24        | 29 de mayo de 2018   | 19 de septiembre de 2018 | Shin Lim                    | Zurcaroh               | Brian King Joseph   |
|           | 14        | 23        | 23        | 28 de mayo de 2019   | 18 de septiembre de 2019 | Kodi Lee                    | Detroit Youth Choir    | Ryan Niemiller      |
|           | 15        | 25        | 25        | 26 de mayo de 2020   | 23 de septiembre de 2020 | Brandon Leake               | Broken Roots           | Cristina Rae        |
|           | 16        | 21        | 21        | 1 de junio de 2021   | 15 de septiembre de 2021 | Dustin Tavella              | Aidan Bryant           | Josh Blue           |
|           | 17        | 22        | 22        | 31 de mayo de 2022   | 14 de septiembre de 2022 | Mayyas                      | Kristy Sellars         | Drake Milligan      |
|           | 18        | 24        | 24        | 27 de mayo de 2023   | 27 de septiembre de 2023 | Adrian Stoica and Hurricane | Anna DeGuzman          | Murmuration         |
|           | 19        | 21        | 21        | 28 de mayo de 2024   | 24 de septiembre de 2024 | Richard Goodall             | Roni Sagi & Rhythm     | Sky Elements        |
|           | 20        | —         | —         | 27 de mayo de 2025   | 24 de septiembre de 2025 | —                           | —                      | —                   |